# 1516 Henry
1516 Henry este un asteroid din centura principală, descoperit pe 28 ianuarie 1938, de André Patry.